# Montolio Debrouchee
Montolio Debrouchee es un personaje ficticio de los Reinos Olvidados. Aparece en la trilogía El elfo oscuro(La morada, El Exilio  y El Refugio) de R.A. Salvatore
Es un humano ciego que trabaja como guardabosques, sirviendo a su diosa, Mielikki. Puede hablar con los animales, y normalmente va acompañado de un búho. Gracias al ulular de éste, es capaz de situar a los enemigos y dispararles con su arco.
- Datos: Q15702161